# Giovanni Pizzetti
Giovanni Pizzetti (Scansano, 1860 – Massa Marittima, 1937) è stato un politico e avvocato italiano.

## Biografia
Figlio di Giuseppe e di Benedetta Ferrini, nacque nel 1860 a Scansano, paese dove venivano trasferite le attività amministrative durante l'estate a causa del fenomeno dell'estatatura, da una prominente famiglia grossetana. Il bisnonno, Giovanni Antonio Pizzetti (1745-1805) originario di Abbadia San Salvatore, era stato il primo medico di Grosseto nel 1769, mentro il prozio Domenico (morto nel 1859) era stato preposto del capitolo del duomo e aveva avuto un ruolo di primo piano nei moti risorgimentali toscani. Inoltre, lo zio Ottavio (1829-1848), fratello del padre Giuseppe, era morto combattendo volontario a Curtatone.
Laureatosi in giurisprudenza a Siena, esercitò la professione di avvocato.
Figura di grande prestigio ed autorevolezza in ambito cittadino, nel 1891 venne eletto sindaco di Grosseto. Dal 1907 al 1909 fu direttore della Biblioteca comunale Chelliana, ruolo che ricoprirà nuovamente negli anni successivi, fra il 1921 e il 1923. Nel 1925 Pizzetti divenne presidente del consiglio direttivo dell'Associazione maremmana degli amici dei monumenti.
Morì a Massa Marittima nel 1937.

## Archivio
Il fondo archivistico, costituito da documentazione assai varia, fu lasciato da Giovanni Pizzetti alla Biblioteca Chelliana, di cui era stato direttore. Comprende circa 1 500 carte raccolte in quattro faldoni; è inoltre presente un faldone di oltre 320 carte prodotte da Giovanni Antonio Pizzetti (1745-1805), bisnonno di Giovanni.